# 332991 Tammybecker
332991 Tammybecker este o planetă minoră (asteroid) din centura de asteroizi. A fost descoperită pe 28 ianuarie 2006 la Mount Lemmon⁠(d) de Mount Lemmon Survey⁠(d). 
Obiectul prezintă o orbită caracterizată de o semiaxă mare de 2,9866355886962 UAi, o excentricitate de 0,11830745158056, o înclinație de 5,5665915795767 ° în raport cu ecliptica.